# Pressphlebographie
Die Pressphlebographie (auch aszendierende Pressphlebographie) ist eine Variante der Phlebografie, die vor allem bei Verdacht auf gestörte Venenklappenfunktion oder Varizen durchgeführt wird. Sie gilt als Referenzmethode („Goldstandard“).
Üblicherweise wird sie in der von W. Hach 1976 weiterentwickelten Methode durchgeführt.

## Durchführung
Diese Untersuchung wird meist in der gleichen Sitzung mit der Phlebographie durchgeführt. Der Patient wird auf einem Kipptisch in einem Winkel von 45–60 Grad gelagert. Durch einen intravenösen Zugang auf dem Fußrücken des zu untersuchenden Beines wird Kontrastmittel in die Vene injiziert. Damit das Kontrastmittel nicht in die oberflächlichen, sondern in die zu untersuchenden tiefen Venen und abfließt, werden die oberflächlichen mit einem Knöchelstau gestaut, also abgebunden. In den darauf folgenden Röntgenaufnahmen werden die Beinvenen dargestellt und auf pathologische Veränderungen untersucht. Eine Thrombose beispielsweise zeichnet sich durch einen scharf abgrenzbaren Füllungsdefekt ab.
Bei der Pressphlebographie wird vor allem die Venenklappenfunktion untersucht. Hierzu wird der Patient gebeten, ein Valsalva-Manöver (kräftiges Ausatmen bei geschlossenem Mund und Nase) durchzuführen oder die Bauchmuskeln anzuspannen. Durch dieses Pressen wird der venöse Druck kurzzeitig künstlich erhöht. Bei einer gestörten Venenklappenfunktion oder Varizen kann ein pathologischer Rückfluss röntgenologisch dargestellt werden.